# Yuanye
Yuanye  est un ouvrage écrit en 1631 et publié en 1634 par Ji Cheng en  consacré à l'art du jardin en Chine.
Che Bing Chiu en fait la traduction française en 1997.